# Министерство промышленности, науки и технологий Российской Федерации
Министерство промышленности, науки и технологий Российской Федерации (аббр.: офиц. Минпромнауки России) — федеральный орган исполнительной власти, действовавший в период с 2000 по 2004 годы. Минпромнауки России осуществляло разработку и реализацию государственной промышленной, научно-технической и инновационной политики, определение путей и методов её эффективного регулирования, а также координацию деятельности в этой сфере иных федеральных органов исполнительной власти.
Минпромнауки России было образовано в 2000 году взамен упраздненного Министерства науки и технологий Российской Федерации; вновь созданному министерству были частично переданы функции упраздненных Министерства торговли Российской Федерации и Министерства экономики Российской Федерации. Упразднено в 2004 году с образованием на его базе Министерства промышленности и энергетики Российской Федерации.